# Horst Ebert (Fußballspieler, 1930)
Horst Ebert (* 20. September 1930 in Essen; † 14. November 2008 in Essen) war ein deutscher Fußballspieler.
Der Stürmer begann seine Karriere bei TuRa 1886 Essen. Später wechselte der Vertragsspieler zum ETB Schwarz-Weiß Essen in die Fußball-Oberliga West, wo er unter anderem Spiele gegen Fortuna Düsseldorf oder den FC Schalke 04 bestritt.
Ebert war sehr gut mit dem Nationalspieler Kurt Zaro befreundet und war sein Zimmergenosse. Für seinen Arbeitseifer verliehen ihm seine Mitspieler den Spitznamen „Ackermann“, unter dem er auch heute noch in Essen bekannt ist.
1953 wechselte er wieder zu TuRa 1886 Essen, wo er später auch seine Karriere beendete. Bis zu seinem Tode war er dem Fußball immer eng verbunden.